# Марсикано, Тревор
Тревор Марсикано (англ. Trevor Marsicano, род. 5 апреля 1989 года) — американский конькобежец. Серебряный призёр Олимпийских игр в Ванкувере, чемпион мира на 1000 метрах (2009) и в командной гонке (2011). Рекордсмен мира на 1000 м.

## Биография
Родители поставили Тревора первый раз на лёд, когда ему был 1 год. С четырёх лет играл в хоккей. В третьем классе школы переключился на беговые коньки.
В 2004 году, занимаясь шорт-треком, получил тяжёлую травму. Соперник по дорожке, поскользнувшись, порезал ногу Тревора лезвием конька до кости, в результате чего он потерял половину своей крови и был на грани смерти. После этого случая Марсикано перестал заниматься шорт-треком, сосредоточившись в беге на большом овале.
В 2007 году стал бронзовым призёром чемпионата мира среди юниоров в многоборье. В 2008 году занял третье место на чемпионате Северной Америки.
На чемпионате мира по отдельным дистанциям 2009 года в Ванкувере завоевал четыре медали. Выиграл 1000 метров, стал вторым на 1500 м и выиграл бронзу на 5000 м и в командной гонке.
На Олимпийских играх в Ванкувере участвовал в четырёх забегах. В индивидуальной программе не смог показать выше 10-го места на 1000 м. Был 15-м на 1500 м и 14-м на 5000 м. В командной гонке стал серебряным призёром совместно с Чэдом Хедриком, Джонатаном Куком и Брайаном Хэнсеном.
В 2011 году стал чемпионом мира в командной гонке.
В начале сезона 2011/2012 не смог показывать достойных секунд. В конце декабря заявил о досрочном окончании сезона из-за перетренированности.

## Рекорд мира
6 марта 2009 года в финале Кубка мира 2008/2009 годов в Солт-Лейк-Сити на дистанции 1000 метров бежал во второй паре и побил мировой рекорд Пекке Коскелы (1:07.00), став первым конькобежцем, пробежавшим эту дистанцию быстрее 1 минуты и 7 секунд, показав время 1:06.88. Однако его рекорд продержался лишь 22 минуты. В заключительной паре Шани Дэвис показал время — 1:06.42.